# No Dribble
«No Dribble» — песня американских рэперов DaBaby и Stunna 4 Vegas, выпущенная 27 июля 2020 года в качестве ведущего сингла из делюкс-версии студийного альбома Blame It on Baby. Продюсерами трека выступили SVNDS и RetroFuture.

## Видеоклип
Релиз видеоклипа на трек состоялся на официальном YouTube-канале Dababy, в день выхода сингла. В клипе DaBaby и Stunna 4 Vegas ведут автомобиль, наполненный пакетами с марихуаной, ездят в тележке для покупок и бегают по улице с баскетбольным мячом.
Режиссёром клипа выступила продюсерская компания Reel Goats, ранее сотрудничавшая с DaBaby.

## Отзывы
Том Брейан из Stereogum заметил, что в «No Dribble» есть пародия на бит песни Queen «Bohemian Rhapsody» из фильма Мир Уэйна. Клип же Том назвал «забавным потоком чепухи». FNR TIGG, рецензент веб-сайта Complex, отметил наличие «тяжёлых басов» в инструментале песни и наименовал флоу рэперов «фирменным». Владислав Шеин, обозреватель портала ТНТ Music, назвал трек «трэповым бэнгером», а лирику — «дерзкой». Он также подметил присутствие «нескромных метафоричных отсылок к баскетболу и TikTok». Navjosh, журналист сайта HipHop-N-More, обратил внимание на «фирменную энергию» Stunna 4 Vegas и на фигурирование 808-х басов в бите.
Алекс Зидель, корреспондент издания HotNewHipHop, оценил «No Dribble» как «Very Hottttt», а редакция The Musical Hype дала песне оценку в три балла из пяти возможных.

## Участники записи
По данным Tidal.
- DaBaby — вокал, автор текста, композитор
- Stunna 4 Vegas — вокал, автор текста, композитор
- SVNDS — продюсер
- RetroFuture — продюсер
- Киа Майа Сэндс — композитор
- Teddy Pena — композитор, автор текста
- Glenn A Tabor III — мастеринг[англ.]
- Крис Уэст — миксинг
- Ricky P — звукорежиссёр
- Тэйлор Мозер — звукорежиссёр

## Чарты
| Чарт (2020)                           | Высшая позиция |
| ------------------------------------- | -------------- |
| США (Billboard Hot 100)               | 92             |
| США (Billboard Hot R&B/Hip-Hop Songs) | 36             |